# Гвидонија Монтечелио
Гвидонија Монтечелио (итал. Guidonia Montecelio) град је у Италији у регији Лацио. Према процени из 2010. у граду је живело 83.736 становника.

## Географија
| Клима (Гвидонија Монтечелио) | Клима (Гвидонија Монтечелио) | Клима (Гвидонија Монтечелио) | Клима (Гвидонија Монтечелио) | Клима (Гвидонија Монтечелио) | Клима (Гвидонија Монтечелио) | Клима (Гвидонија Монтечелио) | Клима (Гвидонија Монтечелио) | Клима (Гвидонија Монтечелио) | Клима (Гвидонија Монтечелио) | Клима (Гвидонија Монтечелио) | Клима (Гвидонија Монтечелио) | Клима (Гвидонија Монтечелио) | Клима (Гвидонија Монтечелио) |
| Показатељ \ Месец            | .Јан.                        | .Феб.                        | .Мар.                        | .Апр.                        | .Мај.                        | .Јун.                        | .Јул.                        | .Авг.                        | .Сеп.                        | .Окт.                        | .Нов.                        | .Дец.                        | .Год.                        |
| ---------------------------- | ---------------------------- | ---------------------------- | ---------------------------- | ---------------------------- | ---------------------------- | ---------------------------- | ---------------------------- | ---------------------------- | ---------------------------- | ---------------------------- | ---------------------------- | ---------------------------- | ---------------------------- |
| Апсолутни максимум, °C (°F)  | 19,9 (67,8)                  | 22,8 (73)                    | 27,8 (82)                    | 28,0 (82,4)                  | 32,2 (90)                    | 37,8 (100)                   | 39,6 (103,3)                 | 40,4 (104,7)                 | 37,8 (100)                   | 33,0 (91,4)                  | 26,7 (80,1)                  | 23,0 (73,4)                  | 40,4 (104,7)                 |
| Средњи максимум, °C (°F)     | 12,7 (54,9)                  | 14,0 (57,2)                  | 16,2 (61,2)                  | 18,7 (65,7)                  | 23,7 (74,7)                  | 27,9 (82,2)                  | 31,7 (89,1)                  | 31,9 (89,4)                  | 27,4 (81,3)                  | 22,2 (72)                    | 16,7 (62,1)                  | 13,6 (56,5)                  | 31,9 (89,4)                  |
| Средњи минимум, °C (°F)      | 2,0 (35,6)                   | 2,5 (36,5)                   | 4,4 (39,9)                   | 6,7 (44,1)                   | 10,6 (51,1)                  | 14,2 (57,6)                  | 16,7 (62,1)                  | 17,1 (62,8)                  | 14,2 (57,6)                  | 10,5 (50,9)                  | 6,0 (42,8)                   | 3,2 (37,8)                   | 2 (35,6)                     |
| Апсолутни минимум, °C (°F)   | −14,0 (6,8)                  | −7,0 (19,4)                  | −7,2 (19)                    | −3,0 (26,6)                  | 2,6 (36,7)                   | 5,7 (42,3)                   | 9,6 (49,3)                   | 8,6 (47,5)                   | 5,2 (41,4)                   | −0,1 (31,8)                  | −6,0 (21,2)                  | −6,7 (19,9)                  | −14 (6,8)                    |
| Количина падавина, mm (in)   | 59,3 (23,35)                 | 71,9 (28,31)                 | 58,6 (23,07)                 | 80,7 (31,77)                 | 59,6 (23,46)                 | 44,8 (17,64)                 | 27,7 (10,91)                 | 41,3 (16,26)                 | 80,0 (31,5)                  | 102,5 (40,35)                | 108,1 (42,56)                | 78,2 (30,79)                 | 812,7 (319,97)               |
| [ тражи се извор ]           |                              |                              |                              |                              |                              |                              |                              |                              |                              |                              |                              |                              |                              |

## Становништво
Према резултатима пописа становништва 2011. у општини је живело 81.447 становника.
| 1931. | 1936. | 1951.  | 1961.  | 1971.  | 1981.  | 1991.  | 2001.  | 2011.  |
| ----- | ----- | ------ | ------ | ------ | ------ | ------ | ------ | ------ |
| 5.696 | 6.597 | 12.811 | 22.205 | 33.251 | 50.816 | 57.473 | 67.516 | 81.447 |

## Градови побратими
- Кејп Канаверал